# Cambodjaanse snijdervogel
De Cambodjaanse snijdervogel (Orthotomus chaktomuk) is een snijdervogel die alleen voorkomt in Cambodja. De vogel is in 2009 ontdekt en in 2013 als nieuwe soort beschreven.

## Kenmerken
De Cambodjaanse snijdervogel heeft het formaat van een winterkoning. De vogel is lijkt sterk op de verwante gestreepte snijdervogel (O. atrogularis) en behoort tot dezelfde clade als deze soort, samen met de grijze snijdervogel ( O.ruficeps) en de roodwangsnijdervogel (O. sepium). De Cambodjaanse snijdervogel heeft een kuifje met oranjerode veertjes en is zwart op de keel. De rest van het lijf is licht tot donkergrijs. Het is een luidruchtige vogel waarvan het geluid ook aantoonbaar verschilt van de verwante soorten.

## Naamgeving
De wetenschappelijke naam verwijst naar Chaktomuk, dit is een oud Khmer woord en betekent vier gezichten. Dit verwijst weer naar het landschap, een samenstromen van drie rivieren, de Tonle Sap, de Bassac en de Mekong. Deze plek wordt Krong Chaktomuk genoemd.

## Verspreiding en leefgebied
De vogel werd aangetroffen in struikgewas in de uiterwaarden van de rivier de Mekong (en twee zijrivieren) tot in de buitenwijken van Phnom Penh. Daar werd in 2009 de vogel ontdekt tijdens onderzoek naar een vogelgriepvirus. Waarschijnlijk is het verspreidingsgebied groter; hier moet echter nog verder ecologisch onderzoek naar verricht worden.

## Status
De grootte van de populatie is niet gekwantificeerd maar de soort wordt omschreven als vrij algemeen in geschikt habitat. Omdat dit geschikte habitat in snel tempo verdwijnt heeft deze soort op de Rode lijst van de IUCN de status gevoelig.